# Борки (Вишгородський район)
Борки (також вживалося і як Бірки)  — колишнє село у Вишгородському районі Київської області. Було затоплене Київським водосховищем.

## З історії
За Гетьманщини село Борки належало до Київської сотні Київського полку.
За описом Київського намісництва 1781 року селище Борки відносилось до Київського повіту даного намісництва і у ній нараховувалось 29 хат посполитих, різночинських і козацьких підсусідків. За описом 1787 року в Борках проживало 142 душі. Було у володінні «казених людей».
У 1954 році Бірківська, Глібівська та Козаровицька сільські ради були об'єднані в одну — у Козаровицьку сільраду з центром у селі Козаровичі.
В 1958 році Бірки Козаровицької сільради Димерського району передане в підпорядкування Демидівській сільраді.
У липні 1964 року, у зв'язку з переселенням жителів із зони затоплення, були виключені з облікових даних села Києво-Святошинського району: Борки Демидівської сільради, Сваром'я і Старосілля Лебедівської сільради, Семенівка Мироцької сільради, Тарасовичі Тарасовицької сільради.